# أذرنجان (فتح أباد)
أذرنجان (بالفارسية: آذرنجان) هي قرية تقع في إيران في Fathabad Rural District. يقدر عدد سكانها بـ 15 نسمة .